# Monimia amplexicaulis
Monimia amplexicaulis ist ein kleinerer Baum in der Familie der Monimiengewächsen. Sie ist endemisch auf der Insel Réunion. Es ist eine von nur drei Arten der Gattung Monimia. Der Gattungsname ehrt Monime, eine Frau von Mithridates VI. (Pontos).

## Beschreibung

### Vegetative Merkmale
Monimia amplexicaulis wächst als kleinerer, immergrüner Baum bis etwa 10 Meter hoch. Der Stammdurchmesser erreicht etwa 30 Zentimeter und die rissige Borke ist gräulich-braun. Die Zweige sind feinhaarig.
Die sitzenden und stängelumfassenden bis fast sitzenden, kreuzgegenständigen, und leicht ledrigen, etwas steifen Laubblätter sind bis 6–13 Zentimeter lang und bis 4–11 Zentimeter breit. Der kurze, dickliche Blattstiel ist, wenn vorhanden, bis etwa 3–5 Millimeter lang und feinhaarig. Die Blätter sind unterseits heller und eiförmig bis elliptisch oder rundlich, sowie ganzrandig. Die Spitze ist abgerundet bis spitz, die Blattbasis ist stumpf und herzförmig. Oberseits und unterseits sind die Blätter leicht und kurz weißlich behaart, sowie oberseits etwas pustulös drüsig. Die Nervatur ist gefiedert und unterseits erhaben.

### Generative Merkmale
Monimia amplexicaulis ist zweihäusig getrenntgeschlechtlich diözisch. Die an den blattlosen Blattknoten erscheinenden, achsel- oder endständigen bzw. astblütigen, ramifloren Thyrsen oder kurzen Zymen sind feinhaarig. Es sind kleine, abfallende Deckblätter an der Haupt- und manchmal auch den Seitenachsen vorhanden. An den Seitenachsen kann auch ein manchmal ein Blatt erscheinen. Die gestielten, eingeschlechtlichen Blüten bestehen jeweils aus einer „Pseudocorolla“, welche durch einen kugeligen und fleischigen, etwa 4–6 Millimeter großen Blütenboden gebildet wird.
Die männlichen Blüten mit einem kugeligen und feinhaarigen Blütenboden mit minimale Tepalen an der Spitze, sind am Blütenstiel oft von kleinen Deckblättern unterlegt. Es sind sehr viele, kleine Staubblätter (60–150), mit basal 2 Anhängseln, im innen haarigen Blütenboden vorhanden. In der Anthesis öffnet sich die Blüte und teilt sich in 4–5 flache und ausgebreitete, innen leicht haarige Lappen, auf denen die Staubblätter sitzen.
Die etwas kleineren, feinhaarigen weiblichen Blüten, mit minimalen Tepalen an der Spitze, haben einen urnenförmigen Blütenboden mit einer kleinen, mehrlappigen Öffnung (Pore, Mund, Ostiole) an der Spitze. Im Inneren des innen haarigen Blütenbodens sitzen 5–10 einzelne, „oberständige“ und einkammerige Stempel deren Griffel mit fädigen Narben durch die Öffnung etwas hinausragen. Im Inneren werden später einige kleine Steinfrüchte ausgebildet.
Zur Reife vergrößert sich der fruchtende, schuppige, leicht haarige und bräunliche Blütenboden auf etwa 10–15 Millimeter Größe zu einer Schein- und Sammelfrucht. Später reißt er ungleich auf und die bis zu 10 einzelnen, kleinen und rundlichen bis eiförmigen, gelblichen und etwa 6 Millimeter langen, bespizten Steinfrüchte, mit manchmal einem kleinen orangen Arillus an der Spitze, werden sichtbar. Die einsamigen, kleinen und feingrubigen Steinkerne sind hellbraun und bespitzt.